# Santuario de Nuestra Señora del Carmen (Los Realejos)
El santuario de Nuestra Señora del Carmen es un templo católico situado en el barrio de San Agustín, en el municipio de Los Realejos, en el norte de la isla de Tenerife (Canarias, España). En este santuario se da culto a la imagen de Nuestra Señora del Carmen (patrona del Valle de La Orotava y Alcaldesa Perpetua del municipio de Los Realejos).
El Santuario del Carmen de Los Realejos está considerado como el Santuario Mariano más importante del norte de la isla de Tenerife.

## Historia
En el terreno en donde se encuentra el templo mariano se alzó antaño el Convento de San Andrés y Santa Mónica (perteneciente a las religiosas agustinas). El 21 de febrero de 1952 un incendio destruyó este convento. El 24 de julio de 1955, tuvo lugar el acto de bendición de la primera piedra del nuevo Santuario, este edificio fue proyectado por Tomás Machado en 1953, quedando abierto al culto el 25 de julio de 1965.
A lo largo del tiempo el Santuario y la imagen de la Virgen del Carmen han sido foco de la devoción mariana popular del norte de Tenerife. El 18 de julio de 1982, la imagen de la Virgen del Carmen fue coronada canónicamente.
Desde 1999, el Santuario del Carmen, la Plaza de San Agustín y su entorno tienen la consideración de bien de interés cultural de Canarias (BIC), con la categoría de monumento.
El 25 de julio de 2015, en el marco del 50 aniversario de su consagración, el templo fue declarado con el título de Santuario por el obispo de la Diócesis de Tenerife, Bernardo Álvarez Afonso.

## Características
El Santuario consta de tres naves, siendo la central más amplia y alta que las laterales, las cuales fueron construidas debido a la prolongación del coro en forma de galería ondulante. Posee planta de salón con ábside en la cabecera, adosándose el frontispicio al cuerpo de la iglesia, conformando un vestíbulo en la holgura que los separa.
Al cabo de la nave principal, un gran arco de medio punto enmarca el presbiterio concebido a dos niveles. En el primero de ellos se encuentra el altar mayor; en el segundo, el nicho o camarín de la Virgen del Carmen.
En el exterior del Santuario destaca el campanario con cubierta cónica.

## Arte sacro
En su interior alberga la valiosa talla de la Virgen del Carmen, realizada por Antón María Maragliano en el siglo XVII, la cual es considerada como un símbolo para los lugareños del barrio de San Agustín, del municipio de Los Realejos y de todo el Valle de La Orotava. La imagen fue traída desde Génova (Italia).
El templo custodia otras imágenes, como la de San Agustín de Hipona que data de 1777, la de San Andrés Apóstol de 1693, y la del Señor del Huerto, la cual es una obra anónima que data del siglo XVII.